# Gosheim (Huisheim)

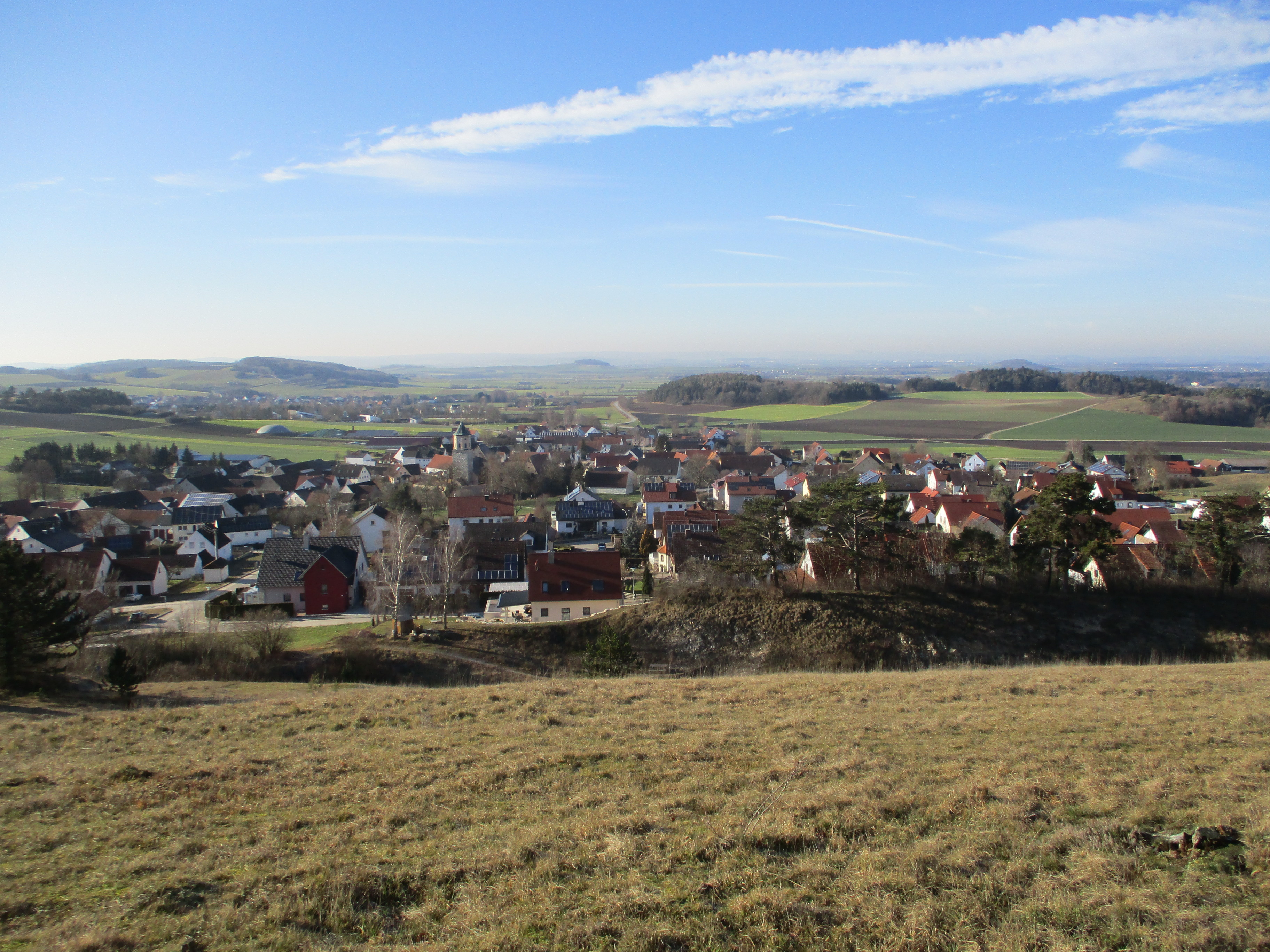
Gosheim und das Ries, gesehen von der Herz-Jesu-Kapelle

Gosheim (bis 1911 Goßheim, schwäbisch: Goasi) ist Gemeindeteil der Gemeinde Huisheim im Landkreis Donau-Ries (Regierungsbezirk Schwaben, Bayern).

## Gemarkung
Zur Gemarkung gehören neben dem Pfarrdorf Gosheim der Weiler Pflegermühle und die Einöden Frühlingsmühle (auch Fröhlichsmühle, Untermühle), Herbermühle, Kriegsstatthof, Mathesmühle (auch Martinsmühle), Mittelmühle, Schwalbmühle (auch Obermühle), Stadelmühle und Stoffelmühle.

## Geschichte
Im 5./6. Jahrhundert kam es im Rahmen der alamannischen Landnahme zu den ersten Ortsgründungen in der Gegend. Gosheim wird in einer Urkunde von 793 erstmals erwähnt. Darin übergab Zentgraf (= königlicher Verwalter) Helmoin das Land um Gosheim und den Ort „Kaozesheim“, der damals das politische Zentrum des Sualafeldgaues war, an Bischof Atto von Freising. Diese Lehensbindung hatte bis ins frühe 19. Jahrhundert Bestand und wurde erst in der Säkularisation aufgehoben.
Gosheim mit seinen Gemeindeteilen (damals inklusive der heute eigenen Gemarkung Lommersheim) war eine Gemeinde im Landkreis Donauwörth und wurde im Zuge der Gebietsreform in Bayern am 1. Juli 1972 dem Landkreis Donau-Ries zugeschlagen, der bis zum 1. Mai 1973 die Bezeichnung Landkreis Nördlingen-Donauwörth trug. Am 1. Mai 1978 erfolgte die Eingemeindung in die Gemeinde Huisheim.

## Wappen
Die Gemeinde Gosheim besaß ein Wappen, das mit der Eingliederung nach Huisheim am 1. Mai 1978 seine Gültigkeit verlor. Die Beschreibung lautet: „Geteilt von Rot und Gold; oben in einem querovalen silbernen Strahlenkranz mit sechzehn Spitzen die roten Großbuchstaben IHS, unten eine nach links gewendete, rotgekrönte und auf rotem Gestell stehende schwarze Mohrenbüste mit rotem Ohrring.“

## Kirchliche Verhältnisse

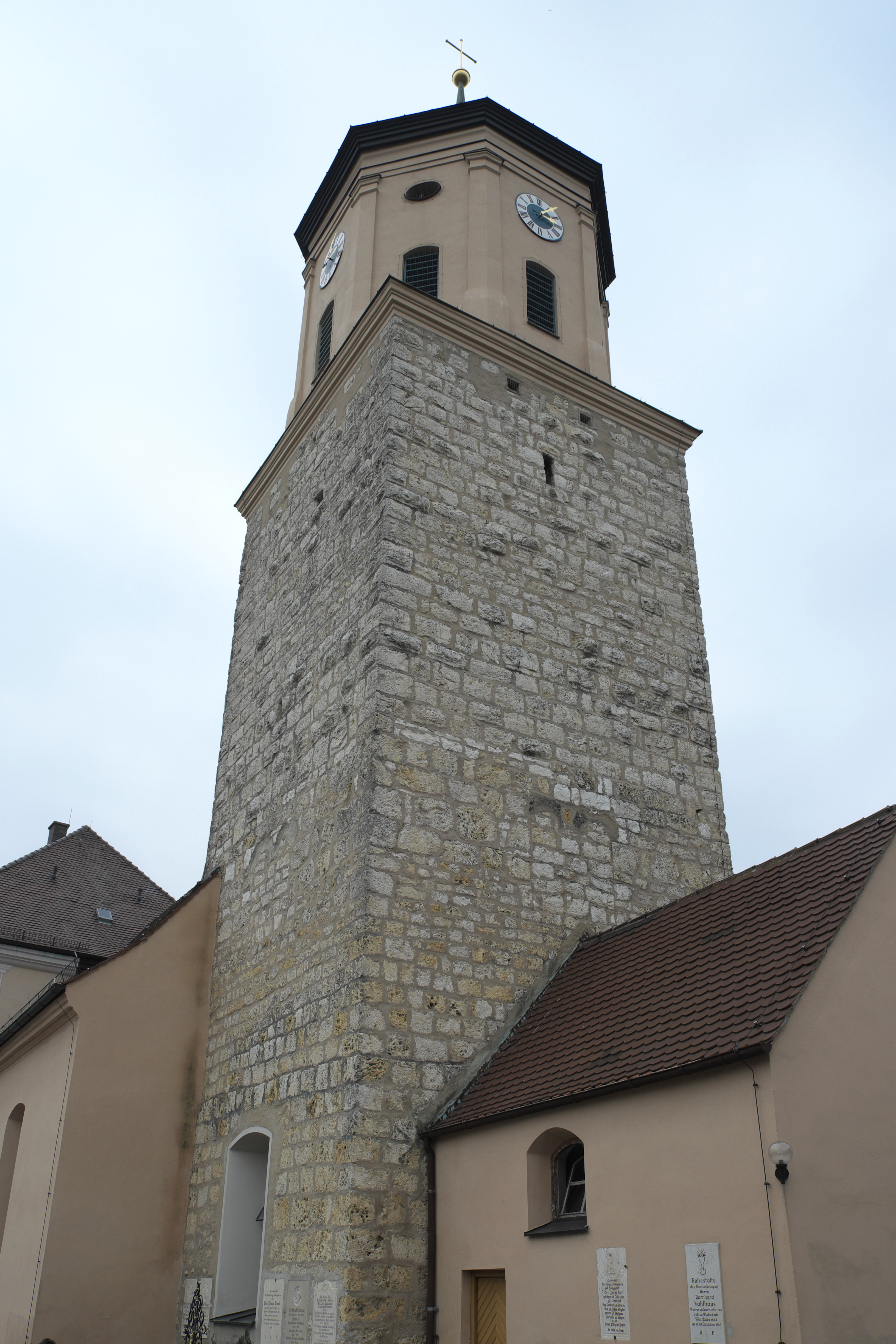
Turm der Pfarrkirche Mariä Geburt

793 schenkte Helmoin, Graf des Sualafeldes, vor einer Romwallfahrt Ortschaft und Gebiet Kaozesheim der Domkirche Unserer Lieben Frau in Freising, wo sein Sohn Anno Mönch und später Bischof war. Die Freisinger Lehensträger übten auch das Patronatsrecht über die Liebfrauenkirche in Gosheim aus. Einige Güter zu Gosheim übertrugen die Bischöfe von Freising auch an ihr Neustift. 1278 ist für Gosheim ein Pfarrvikar Sifrid genannt; 1395 ist erstmals eine Pfarrkirche schriftlich fassbar. Durch Verkauf des Hans Werner von Hirnheim gelangte Schloss Gosheim mit allem Zubehör 1520 an den Herzog von Pfalz-Neuburg, der es auf dem Tauschweg 1529 gegen die Propstei Hersbruck dem Kloster Bergen vermachte. Mit Neuburg wurde Gosheim 1542 protestantisch, und mit der Rückkehr Neuburgs zum Katholizismus vermutlich bereits vier Jahre später wieder katholisch. Ab 1552 war Gosheim bis zu Beginn des Dreißigjährigen Krieges wieder protestantisch. Mit dem Übergang des Klostergutes Bergen im Jahr 1638 an das bis 1773 von Jesuiten geführte Seminar Heilig Kreuz in Neuburg ging das Patronatsrecht auf Gosheim ebenfalls auf das Neuburger Seminar über, bis dieses in der Säkularisation 1807 bayerisch wurde. Das Schloss neben der Kirche war in der Folgezeit Pfarrer- und Lehrerwohnung sowie Schule.
Die heutige katholische Pfarrei Mariä Geburt gehört zum Pfarreienverbund Wemding im Dekanat Weißenburg-Wemding im Bistum Eichstätt. Die Kirche, ein Erweiterungsbau der Vorgängerkirche durch Versetzung der beiden Seitenwände ab 1730, wurde am 27. April 1734 geweiht. Die Ausstattung – drei Altäre und die Kanzel – ist seitdem barock. Der Unterbau des heutigen Kirchturms ist der Rest des ehemaligen Bergfrieds der um 1250 errichteten Burg Gosheim. Die zwiebelförmige Kuppel des Kirchturmes wurde 1838 durch die heutige Spitzform ersetzt. Von den drei Glocken stammt eine aus der Zeit um 1400. Der Innenraum der Kirche erhielt bei einer Renovierung von 1895 ein völlig neues Gesicht. 1897/99 kamen farbige Glasfenster hinzu. Die Sandtner-Orgel aus Dillingen mit ihren 13 Registern wurde 1898 aufgestellt. Bei einer neuerlichen Renovierung im Jahr 1932 wurden die Veränderungen von 1895 rückgängig gemacht und die farbigen Glasfenster wieder entfernt. Der zweigeschossige Karner aus dem 18. Jahrhundert weist im Obergeschoss eine Ölberggruppe auf. 1890/92 wurde ein Kalvarienberg mit 14 Kreuzwegstationen und mit Herz-Jesu-Kapelle angelegt. Seit 1977 wird die Pfarrei vom Pfarrer von Huisheim mitversorgt. 

Die Protestanten von Gosheim gehören zur Pfarrei Christuskirche in Wemding.

## Natur
Der aufgelassene Steinbruch am Kalvarienberg ist als Geotop im Landkreis Donau-Ries ausgewiesen und Teil des nationalen „Geopark Ries“. Ein Parkplatz befindet sich direkt an der Sehenswürdigkeit. Das Gelände ist sehr gut beschildert und mit einem Pausenplatz ausgestattet.